# Naked Blood
Pour plus de détails, voir Fiche technique et Distribution.
Naked Blood (ネケッドブラーッド女虐, Nekeddo burāddo: Megyaku) est un film d'horreur japonais réalisé en 1996 par Hisayasu Satō.

## Fiche technique
- Titre : Naked Blood
- Titre original : ネケッドブラーッド女虐 (Nekeddo Burāddo: Megyaku)
- Réalisation : Hisayasu Satō
- Scénario : Taketoshi Watari
- Musique : Kimitake Hiraoka
- Photographie : Akiko Ashizawa
- Production : Hirohiko Satō
- Société de production : Museum
- Pays :  Japon
- Genre : Drame, horreur et science-fiction
- Durée : 76 minutes
- Public : interdit aux moins de 18 ans
- Film en couleur
- Date de sortie : 20 février 1996 (Japon)

## Distribution
- Misa Aika : Rika Mikami
- Yumika Hayashi : femme gourmande
- Mika Kirihara : femme superficielle
- Sadao Abe : Eiji Kure
- Masumi Nakao : Yuki, la mère d'Eiji
- Tadashi Shiraishi : Le père d'Eiji
- Seiya Hiramatsu : Eiji, le descendant